# Bolsa de Valores das Filipinas
A Bolsa de Valores das Filipinas ( em filipino:  Pamilihang Sapi ng Pilipinas Pilipinas; PSE ) é a bolsa de valores nacional das Filipinas. A bolsa foi criada em 1992 a partir da fusão da Bolsa de Valores de Manila e da Bolsa de Valores de Makati. Incluindo os formulários anteriores, a bolsa funciona desde 1927. A sede do PSE está localizada na Torre da Bolsa de Valores das Filipinas, localizada ao longo do complexo One Bonifacio High Street em Bonifacio Global City. 
A Bolsa de Valores das Filipinas atualmente pertence e é administrada pela The Philippine Stock Exchange, Inc., uma empresa que também está listada na bolsa ( PSE ), que é responsável pela gestão de toda a bolsa, e conta atualmente com um total de 285 empresas cotadas.  O principal índice do PSE é o PSE Composite Index (PSEi) composto por trinta (30) empresas listadas. A seleção das empresas do PSEi é baseada em um conjunto específico de critérios que vão desde a capitalização total até o número mínimo de acionistas no momento da sua listagem planejada.  Existem também seis índices setoriais adicionais. O PSE é supervisionado por um conselho de administração composto por 15 membros, presidido por José T. Pardo.

## História

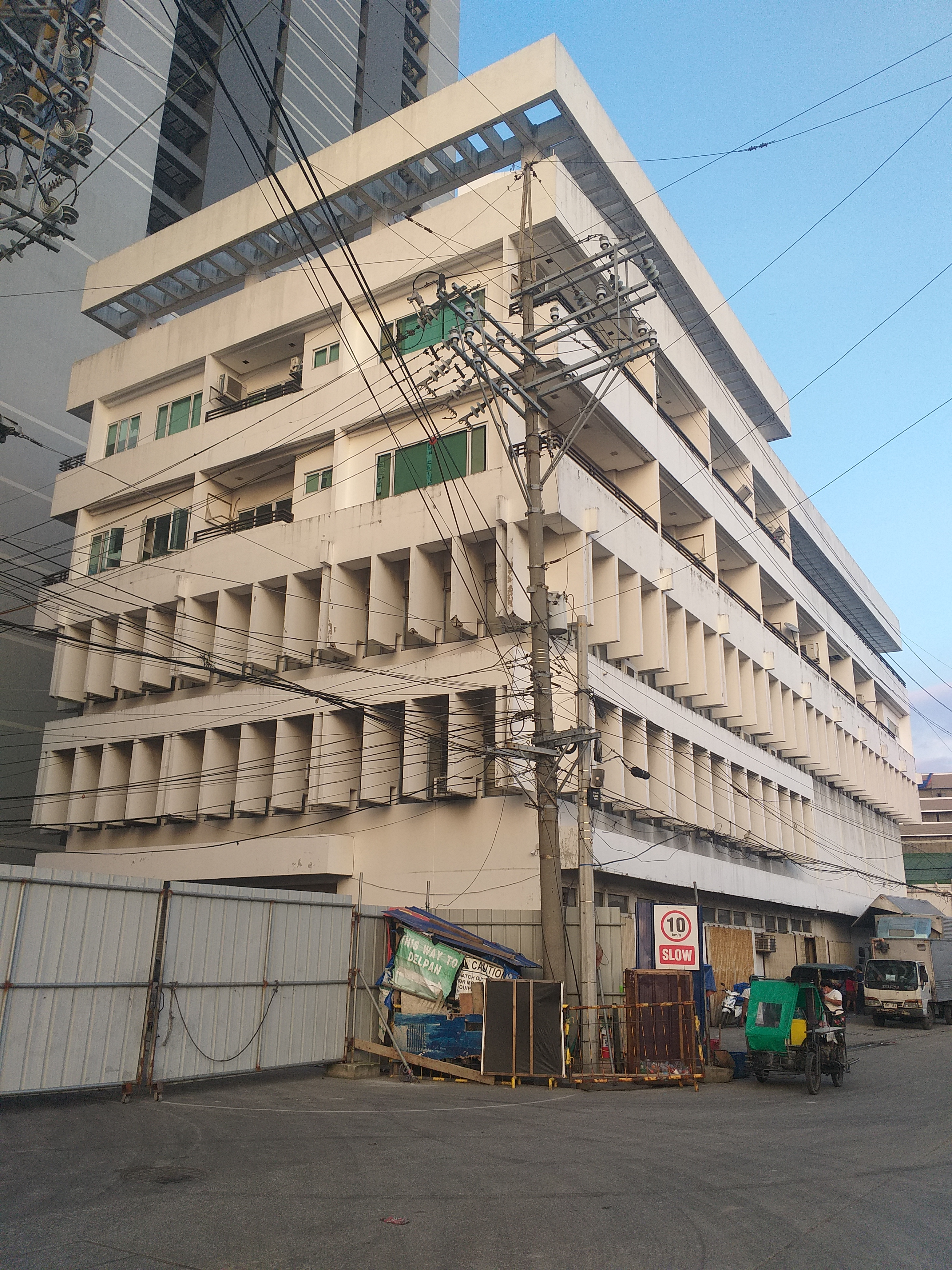
Edifício que abrigou a extinta Bolsa de Valores de Manila em Binondo.

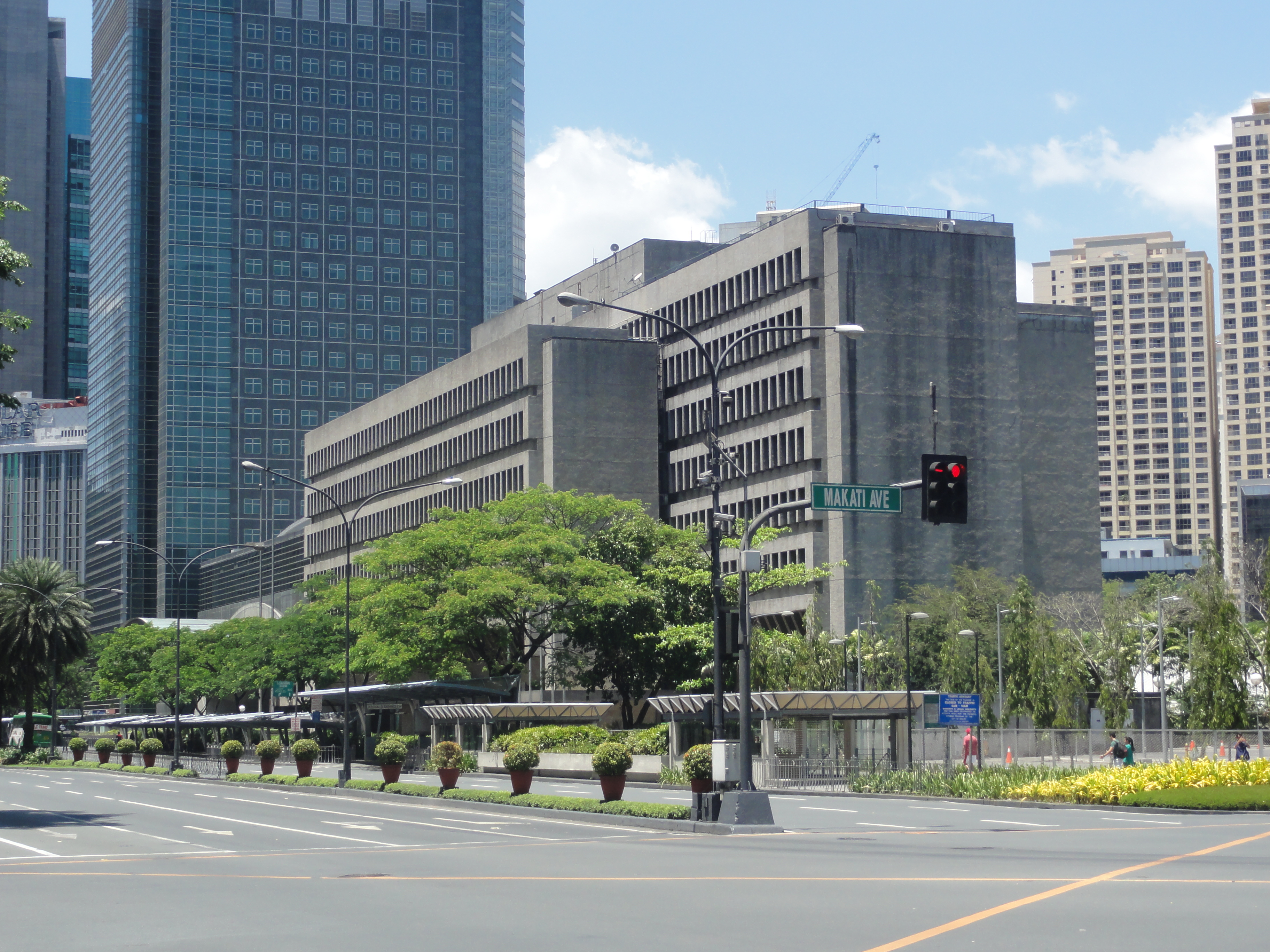
A antiga sede e pregão do PSEi e da Bolsa de Valores de Makati na Ayala Tower One, no distrito comercial central de Makati.

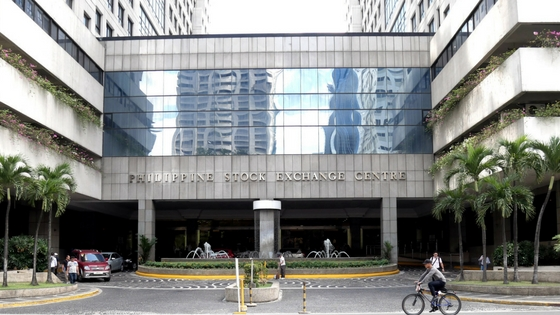
O Centro da Bolsa de Valores das Filipinas está localizado na Exchange Road, Ortigas Center, Pasig.

Em 3 de fevereiro de 1936, a SEC anunciou que havia “abandonado o controle da Bolsa de Valores de Manila”. 
A Bolsa de Valores das Filipinas foi formada em 23 de dezembro de 1995, a partir da fusão da Bolsa de Valores de Manila (MSE) (estabelecida em 12 de agosto de 1927, com sede em Muelle de la Industria, Binondo, Manila ) e da Bolsa de Valores de Makati (MkSE) (estabelecida em 15 de maio de 1963, com sede no Makati Central Business District, dentro da Ayala Tower One). Ambas as bolsas negociaram as mesmas ações das mesmas empresas.
Em junho de 1998, a Securities and Exchange Commission (SEC) concedeu à PSE o status de "Organização Autorreguladora" (SRO), o que significa que a bolsa pode implementar suas próprias regras e estabelecer penalidades para participantes de negociação (TPs) e empresas listadas que cometem erros.
Em 2001, o PSE foi transformado de uma organização sem fins lucrativos, sem ações e governada por membros, em uma corporação baseada em acionistas e geradora de receitas, chefiada por um presidente e um conselho de administração e, em 15 de dezembro de 2003, listou suas próprios ações em bolsa (negociadas sob o símbolo PSE).
Em 28 de março de 2022, a Bolsa de Valores das Filipinas lançou a série de índices temáticos PSE, com dois novos índices, nomeadamente PSE Dividend Yield Index e PSE MidCap Index.

## Valores recordes
| Categoria   | Máximos históricos | Máximos históricos                   |
| ----------- | ------------------ | ------------------------------------ |
| Fechamento  | 9.041,20           | Sexta-feira, 26 de janeiro de 2018   |
| Intradiário | 9.078,37           | Segunda-feira, 29 de janeiro de 2018 |